# 上総十ヶ寺
上総十ヶ寺は、日什門流妙満寺輪番。

## 寺院
顕本法華宗
- 宝珠山善勝寺（千葉市緑区）
- 如意宝珠山本壽寺（千葉市緑区）
- 成就山蓮福寺（茂原市）
- 常在山妙徳寺（東金市）
- 松岸山本松寺（東金市）

日蓮宗
- 宝珠山蓮照寺（大網白里市）
- 法流山本國寺（大網白里市）日什門流の檀林（宮谷檀林）
- 宝珠山法光寺（東金市）

法華宗（妙満寺派）
- 鳳凰山本漸寺（東金市）

単立
- 安國山最福寺（東金市）